# Adam de la Halle

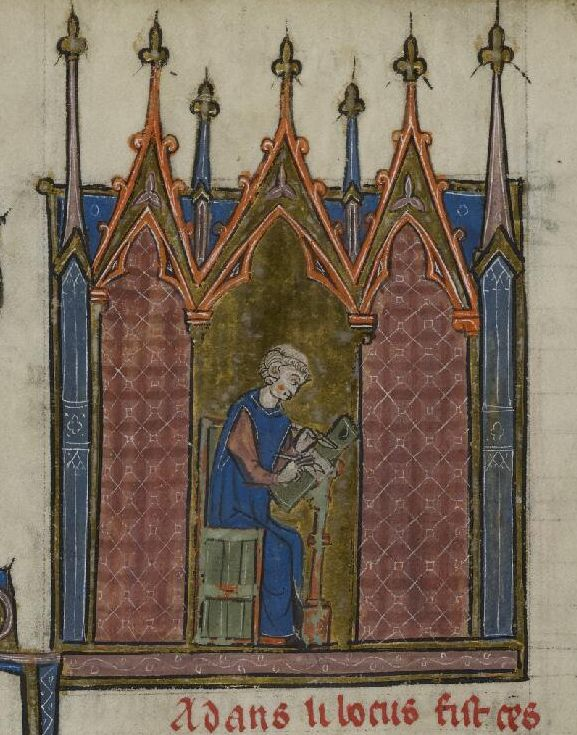
Adam de la Halle

Adam de la Halle (* um 1237 in Arras, Artois; † 1286/1287 oder 1306 in Neapel) war ein französischer Trouvère.
Adam de la Halle, auch Adam le bossu (der Bucklige) oder le boiteux (der Hinkende) genannt, zählt zu den bekanntesten Trouvères. Zunächst studierte er in der Zisterzienserabtei Vaucelles. Hier sollte er auf Wunsch seines Vaters auf den geistlichen Stand vorbereitet werden. Doch er verliebte sich dort und heiratete. Nach gescheiterter Ehe setzte er seine Studien dann in Paris fort und schloss dort mit dem Grad maître des arts ab.

## Der Literat
1271 wurde er Ménestrel des Grafen Robert II. von Artois und war dadurch nach Neapel an den Hof Karls von Anjou gekommen, des Königs von Sizilien. In Neapel trat Adam als Autor von Theaterstücken hervor. Sein Jeu de la feuillée (1276/77) war das erste satirische Theaterstück der französischen Literatur: Adam bringt in diesem Stück sich selbst, seinen Vater, seine Frau, Verrückte und Feen sowie diverse reiche Patrizier von Arras auf die Bühne und karikiert sich und sie überwiegend boshaft in einer Serie von Szenen, die wie bissige Rundumschläge aus einer Lebenskrise heraus erscheinen.
Sein Singspiel von Robin und Marion (Le Jeu de Robin et de Marion), dem ersten berühmten Liebespaar der europäischen Literatur, ist hier 1284 entstanden. Abwechselnd singen sie in einstimmigen Melodien die Geschichte ihrer Liebe. Einmal tritt eine Blockflöte hinzu und am Schluss ein Schlagzeug.

## Der Trouvère
Adam de la Halle gehörte zur dritten Generation der Trouvères (1250 bis 1300). In dieser Zeit ging die Initiative auf das Bürgertum über, das sich in Sängervereinigungen, Puis genannt, zusammenschloss. Die Ursprünglichkeit wurde durch Wettbewerb, Règlement und Künstlichkeit ersetzt. Damit war das Ende der Troubadours- und der Trouvèresbewegung eingeleitet.
Adam de la Halle hat neben seinen einstimmigen Liedern dreistimmige Rondeaus und Motetten komponiert. Er stellt hierin die Verbindung des einstimmigen Trouvère-Gesangs zur mehrstimmigen Kunstmusik her.